# سئوی اوتوشی
سئوی اوتوشی (به ژاپنی: 背負落)-(به انگلیسی: Seoi otoshi) یکی از فنون و تکنیک‌های دستهٔ ناگه-وازا رشتهٔ ورزشی جودو است که در زیردستهٔ ته-وازا دسته‌بندی می‌شود.